# エー・ピーホールディングス
株式会社エー・ピーホールディングス（英: AP HOLDINGS CO.,LTD.）は、飲食店の経営等を行う日本の企業である。東京証券取引所スタンダード市場に上場している。
ホールディングス傘下のエー・ピーカンパニーにおいて塚田農場、四十八漁場、芝浦食肉等の飲食店を国内に展開している。

## 概要
創業者で現代表取締役執行役員CEOの米山久が、2001年10月に東京都八王子市に飲食店のプロデュース等を事業目的とした有限会社エー・ピーカンパニーを設立し、飲食店事業を開始。
2004年8月に「わが家八王子店」をオープンし、居酒屋事業をスタート。2007年8月には「塚田農場」ブランドを、2011年には「四十八漁業」ブランドの出店を開始した。
2012年9月に東証マザーズに上場、2013年9月には東証一部に市場変更している。
「食のあるべき姿を追求する」というグループ共通のミッションのもと、食品の生産（一次産業）から流通（二次産業）、販売（三次産業）に至るまでの全てを一貫して手がける独自の『生販直結』という六次産業化ビジネスモデルを展開している。

## 沿革
- 2001年10月 - 米山久が、東京都八王子市に飲食店のプロデュース等を事業目的とした有限会社エー・ピーカンパニーを設立
- 2004年8月 - 地鶏モデル1号店「わが家八王子店」をオープン
- 2006年
  - 2月 - 同市内に自社農場を建設し、みやざき地頭鶏(じとっこ）の生産を開始
  - 2月 - 宮崎県日南市に子会社、有限会社エー・ピーファームを設立
  - 6月 - 有限会社エー・ピーカンパニーを株式会社エー・ピーカンパニーへ商号変更
  - 12月 - 鮮魚モデル1号店「魚米新宿店」をオープン
- 2007年
  - 6月 - ホルモンモデル1号店「関根精肉店八王子」をオープン
  - 8月 - 「じとっこ」ブランドのライセンス展開を開始
  - 8月 - 「宮崎県日南市塚田農場」ブランドの出店開始
  - 11月 - 宮崎県日南市に加工場を建設、食品加工業務を開始
- 2010年
  - 2月 - 「芝浦食肉」ブランドの出店開始
  - 3月 - 株式会社セブンワークを子会社化
  - 4月 - 有限会社エー・ピーファームと株式会社地頭鶏ランド日南が合併し、株式会社地頭鶏ランド日南が存続会社として連結子会社となる
  - 6月 - 株式会社セブンワークが東京都中央卸売市場大田市場青果部の売買参加権を取得し、青果物の卸売業務を開始
  - 12月 - 宮崎県延岡市島野浦の定置網漁業者と提携し、当日朝水揚げされた鮮魚を当日提供する「今朝獲れ便」を開始
- 2011年
  - 6月 - 十勝新得フレッシュ地鶏事業協同組合と提携すると共に、北海道上川郡新得町に子会社、株式会社新得ファームを設立し、自社農場での新得地鶏の生産を開始
  - 7月 - 鮮魚モデルの主力ブランド「四十八漁場」の出店開始
  - 8月 - 「十勝新得塚田農場」ブランド出店開始
- 2012年
  - 3月 - 鹿児島県霧島市に自社農場を建設、黒さつま鶏の生産開始
  - 3月 - 鹿児島県黒さつま鶏生産者と提携し「鹿児島県霧島市塚田農場」ブランド出店開始
  - 7月 - シンガポールに子会社、AP Company International Singapore Pte., Ltd.を設立
  - 9月 - 東京証券取引所マザーズ市場に上場
  - 10月 - シンガポールに「塚田農場」ブランド店舗の海外１号店をオープン
- 2013年
  - 4月 - 宮崎県西都市に自社処理場、加工場を建設
  - 6月 - 株式会社セブンワークが、東京都大田区に魚などの配送センターを設置
  - 7月 - エー・ピー6次産業化ファンドの設立
  - 9月 - 東京証券取引所市場第一部へ市場変更
  - 10月 - 鹿児島県霧島市に子会社、株式会社カゴシマバンズを設立し、自社農場での黒さつま鶏の生産準備を開始
- 2014年
  - 3月 - 本社を東京都港区赤坂から東京都港区芝大門に移転
  - 7月 - 宅配弁当事業「おべんとラボ」を開始
  - 8月 - 新鮮組フードサービス株式会社を子会社化
  - 8月 - 鹿児島県霧島市に自社処理場、加工場を建設
  - 12月 - アメリカ合衆国に子会社、AP Company USA Inc.を設立
- 2015年
  - 7月 - 株式会社塚田農場プラスを設立、及び新木場に製造工場を建設
  - 11月 - 香港に子会社、AP Company HongKong Co., Limited.を設立
- 2016年12月 - エー・ピー6次産業化ファンドの第2号案件の承認を受け、宮崎県都農町のワイナリーである株式会社都農ワインへ投資を実行
- 2017年1月 - インドネシアに子会社、PT.APC International Indonesiaを設立
- 2018年12月 - 株式会社リアルテイストを子会社化
- 2019年5月 - 株式会社APスタンディングフーズを設立
- 2020年
  - 6月 - 本社を東京都港区芝大門から東京都港区高輪に移転
  - 10月 - 会社分割による持株会社体制へ移行し、商号を株式会社エー・ピーホールディングスへ変更。連結子会社である株式会社エー・ピーホールディングス準備会社を株式会社エー・ピーカンパニーに商号変更し、当社の店舗運営事業を継承